# Foundation for European Progressive Studies

Logo der FEPS

Die Foundation for European Progressive Studies (FEPS, zu deutsch etwa Stiftung für Europäische Progressive Studien) ist eine europäische politische Stiftung, die der Sozialdemokratischen Partei Europas und der Fraktion der nahesteht. Sie wurde 2008 gegründet und wird hauptsächlich vom Europäischen Parlament finanziert.
Der FEPS gehören 43 nationale parteinahe Stiftungen und Denkfabriken an, aus dem deutschen Sprachraum die Friedrich Ebert Stiftung (SPD-nah), das Progressive Zentrum, die Berlin Governance Platform, das Karl Renner Institut (SPÖ-nah), sowie 20 beobachtende Organisationen wie z. B. die Anny Klawa Morf Stiftung (SPS-nah).
Nach dem Global Go To Think Tank Index Report 2019 der University of Pennsylvania ist die FEPS die beste Europäische politische Stiftung und die viertbeste parteinahe Stiftung weltweit, rangiert allerdings hinter ihren Mitgliedsorganisationen Friedrich Ebert Stiftung und Fabian Society (Vereinigtes Königreich). Sie organisiert Konferenzen, gibt Publikationen heraus und veröffentlicht einen Podcast.